# Брычево (Тверская область)
Брычево — деревня в Зубцовском районе Тверской области России, входит в состав Зубцовского сельского поселения. 

## География
Деревня расположена в 4 км на север от райцентра города Зубцов. 

## История
В конце XIX — начале XX века деревня входила в состав Коптевской волости Зубцовского уезда Тверской губернии. В 1859 году в деревне был 31 двор.
С 1929 года деревня являлась центром Брычевcкого сельсовета Зубцовского района Ржевского округа Западной области, с 1935 года — в составе Калининской области, с 1994 года — центр Брычевского сельского округа, с 2005 года — в составе Зубцовского сельского поселения.
В годы Советской власти в деревне размещалась центральная усадьба колхоза им. А.С. Пушкина.
До 2009 года в деревне работала Брычевская начальная школа.

## Население
| 1859 | 1888 | 1920 | 1997 | 2002 | 2010 |
| ---- | ---- | ---- | ---- | ---- | ---- |
| 236  | ↗271 | ↘242 | ↘240 | ↗257 | ↘227 |

## Инфраструктура
В деревне имеются дом культуры, отделение почтовой связи.